# イスラームにおける寛容思想
イスラームに於ける寛容思想はスーフィーやコーランの合理的解釈を行う法学者、世俗化した市民など多くの担い手によってはぐくまれた。
例を挙げると、トルコのスーフィズムの基礎を築いたメブラーナはゾロアスター教徒や教条的イスラームからすれば最も忌み嫌われる無神論者に対しても寛容と友愛の精神で接した。またインドではスーフィズムとヒンドゥー・仏教の相互交流の中から、ナーナク・カビールのシーク教やダーラ・シーコーに見られるヒンドゥー教や仏教への深い理解と敬意に基づくイスラーム思想が生まれた。
また近代に入り、理性とコンテクストを重視してコーランを解釈しようとする法学者達は、それまでの教条的なコーラン理解を突き崩し、異なる信仰に対しても深い敬意を払うべしというコーランの節をこれからの時代に重要なものとして捉えた。
世俗化した市民達は宗教的ドグマから一定程度解放され、他宗教や無神論・無宗教に対してもそれまでよりも冷静な目で見つめることが可能になった。
2015年、ベドウィンの来訪者に対してカフワ・アラビーヤ（アラビアコーヒー）を振る舞う行為（ホスピタリティ）が、「Arabic coffee, a symbol of generosity（アラビアコーヒー、寛容さの象徴）」として、アラブ首長国連邦・サウジアラビア・オマーン・カタールの共同申請によりユネスコの無形文化遺産に登録された。